# Lygromma simoni
Espèce
Synonymes
- Pseudolygromma simoni Berland, 1913

Lygromma simoni est une espèce d'araignées aranéomorphes de la famille des Prodidomidae.

## Distribution
Cette espèce est endémique d'Équateur. Elle se rencontre dans les provinces de Pichincha et de Cotopaxi.

## Description
La femelle holotype mesure 4,5 mm.
La femelle décrite par Platnick et Shadab en 1976 mesure 4,59 mm.
Le mâle décrit par Platnick et Shadab en 1981 mesure 4,03 mm.

## Systématique et taxinomie
Cette espèce a été décrite sous le protonyme Pseudolygromma simoni par Berland en 1913. Elle est placée dans le genre Lygromma par Platnick et Shadab en 1976.

## Étymologie
Cette espèce est nommée en l'honneur d'Eugène Simon.

## Publication originale
- Berland, 1913 : « Araignées. » Mission du Service géographique de l'armée pour la mesure d'un arc du méridien équatorial en Amérique du Sud (1899-1906)., vol. 10, p. 78-119 (texte intégral).